# Jean-Claude Magnan
Jean-Claude Magnan (* 4. Juni 1941 in Aubagne) ist ein ehemaliger französischer Florettfechter. Er wurde Olympiasieger und Weltmeister.

## Erfolge
Jean-Claude Magnan wurde mit der Mannschaft 1971 in Wien Weltmeister. Zudem erreichte er mit ihr 1966 in Moskau den zweiten Rang. Auch im Einzel gelang ihm der Titelgewinn und das zweimal: 1963 in Danzig und 1965 in Paris sicherte er sich jeweils den Titel. Viermal nahm Magnan an Olympischen Spielen teil. 1960 in Rom schied er im Viertelfinale der Einzelkonkurrenz aus und belegte mit der Mannschaft den fünften Rang. Bei den Olympischen Spielen 1964 in Tokio gewann er zwei Medaillen. Im Einzel erreichte er die Finalrunde, in der er zwei seiner Gefechte gewann und Egon Franke unterlag, sodass er die Silbermedaille erhielt. Mit der Mannschaft unterlag er im Halbfinale der Sowjetunion, das Gefecht um Bronze gegen Japan wurde im Anschluss mit 9:4 gewonnen. 1968 wurde Magnan in Mexiko-Stadt Fünfter im Einzel, während er mit der Mannschaft ins Finale gegen die Sowjetunion einzog, das mit 9:6 gewonnen wurde. Bei den Olympischen Spielen 1972 in München als er Fahnenträger seiner Mannschaft bei der Eröffnungsfeier war, sicherte er sich mit der französischen Equipe nochmals Bronze.

## Persönliches
Magnans Tochter Clothilde Magnan war ebenfalls olympische Florettfechterin. Sein Neffe Jean Galfione wurde 1996 Olympiasieger im Stabhochsprung.